# Cliffortia brevifolia
Cliffortia brevifolia är en rosväxtart som beskrevs av August Henning Weimarck. Cliffortia brevifolia ingår i släktet Cliffortia och familjen rosväxter. Inga underarter finns listade i Catalogue of Life.